# Struizendam
Struizendam is een dorp in het district Kgalagadi in Botswana. De plaats telt 519 inwoners (2011).